# 1991年至1992年英格蘭足總盃
1991/92球季英格蘭足總盃（英語：FA Cup），是第111屆英格蘭足總盃，今屆賽事的冠軍是利物浦，他們在決賽以2:0擊敗新特蘭，奪得冠軍。
利物浦擊敗了當時在次級聯賽的新特蘭，成為英超成立前的最後一屆足總盃冠軍。

## 外部連結
1. 英格蘭足總盃官網Archive-It的存檔，存档日期2012-04-24
2. 英格蘭足總盃 歷屆冠軍（页面存档备份，存于）